# セイボリー
セイボリー（セボリーとも、英：savoury、米：savory）とは、シソ科キダチハッカ属 の一年生草本または多年生草本の総称で、およそ30種を含む。ハッカに似た風味と、葉が木立のように密集して生える様子から、日本では木立薄荷（きだちはっか）と呼ばれる。
地中海沿岸が原産地のシソ科の植物で、代表的なサマーセイボリーは一年生草本であり、草丈は10 - 60センチメートル (cm) で茎は淡紫色。夏に紫色の花を咲かせる。ウィンターセイボリーは多年生草本であり、成長すると1.5メートル (m) ほどの低木となる。
サマーセイボリーの方がウィンターセイボリーよりも香味が柔らかく豊かであり、ハーブとしての評価は高いが、ウィンターセイボリーは通年収穫できるという利点がある。

## 利用
古来より葉の部分をハーブとして利用している。薬用としては16世紀の本草書『バンクスの本草書』で催淫剤や胃腸薬としての効果があるとされ、17世紀の本草書家ニコラス・カルペパーによれば、目のかすみや耳鳴りに効果があるとされた。その他、駆風薬や去痰剤などの用法でも使われてきたが、今日では薬草として使われることはほとんどない。
食用としては、ハーブティーや肉料理、豆料理のスパイスに利用される。ドイツでは「豆のハーブ」と呼ばれ、豆料理には欠かせない調味料とされている。コショウが貴重品だった時代は、その代用にもなった。乾燥もしくは生の葉を刻んでかけたり、煮込み料理に入れるほか、酢に香りを移してドレッシングにしたり、エルブ・ド・プロヴァンスの材料にもなる。

## 種
サマー・サボリー (Summer savory、学名：S. hortensis）
別名セイボリー・サマー、単にセボリーともよばれ、和名をキダチハッカ（木立薄荷）という。ヨーロッパ、北アフリカ原産の一年草で、草丈は30 - 60 cmになる。夏に薄紫色の小さな花をまばらに咲かせる。ウインター・サボリーよりも強い、タイムに似た清涼感のある香りと刺激のある苦味があり、花・茎・葉は食用、飲料用、薬用に利用されている。豆料理との相性が良く、「豆のハーブ」の異名がある。